# Colaspis keyensis
Colaspis keyensis är en skalbaggsart som beskrevs av Blake 1974. Colaspis keyensis ingår i släktet Colaspis och familjen bladbaggar. Inga underarter finns listade i Catalogue of Life.